# Herminium kamengense
Herminium kamengense är en orkidéart som beskrevs av A.Nageswara Rao. Herminium kamengense ingår i släktet honungsblomstersläktet, och familjen orkidéer.
Artens utbredningsområde är Arunachal Pradesh. Inga underarter finns listade i Catalogue of Life.